# It's Not Me, It's You World Tour
It's Not Me, It's You World Tour là chuyến lưu diễn thứ hai của nữ nghệ sĩ người Anh Lily Allen. Chuyến lưu diễn này nhăm mục đích quảng bá cho album phòng thu thứ hai của cô, It's Not Me, It's You. Chuyến lưu diễn đã đi qua châu Âu, Bắc Mỹ, châu Á, châu Đại Dương và Nam Mỹ.

## Mở màn
- Example (Vương quốc Anh & Ireland – tháng 11/12) [2]
- La Roux (Vương quốc Anh – tháng 3)[2]
- Natalie Portman's Shaved Head (Bắc Mỹ)[3]
- Cassette Kids (Úc)
- Just Jack (chỉ ngày 11 tháng 7 và 22 tháng 10)
- Dizzee Rascal - Úc (chỉ ở Brisbane)
- Calvin Harris - Úc (chỉ ở Brisbane)
- The Big Pink - Luân Đôn (chỉ ngày 10 tháng 9)
- White Rabbits - Luân Đôn (chỉ ngày 10 tháng 9)
- Professor Green - Úc (chỉ 2010)

## Danh sách bài hát
1. "Everyone's At It"
2. "I Could Say"
3. "Never Gonna Happen"
4. "Oh My God" / "Everything's Just Wonderful"
5. "Him"
6. "Who'd Have Known"
7. "LDN"/"Dance wiv Me"
8. "Back to the Start"
9. "He Wasn't There"
10. "Littlest Things"
11. "Chinese"
12. "22"
13. "Not Fair"
14. "Fuck You"
15. Hát lại:
  1. "Smile"
  2. "The Fear"
  3. "Womanizer" (hát lại của Britney Spears)

1. "Everyone's At It"
2. "I Could Say"
3. "Oh My God"
4. "LDN"
5. "Back to the Start"
6. "Littlest Things"
7. "Smile"
8. "The Fear"
9. "Womanizer" (hát lại của Britney Spears)
10. "Fuck You"
11. "Not Fair"

## Thời gian và địa điểm
| Ngày                 | Thành phố              | Quốc gia     | Địa điểm                                  |
| -------------------- | ---------------------- | ------------ | ----------------------------------------- |
| Châu Âu              |                        |              |                                           |
| 14 tháng 3 năm 2009  | Glasgow                | Scotland     | O2 Academy                                |
| 15 tháng 3 năm 2009  | Manchester             | Anh          | Manchester Academy                        |
| 16 tháng 3 năm 2009  | Dublin                 | Ireland      | The Academy                               |
| 18 tháng 3 năm 2009  | Bristol                | Anh          | O2 Academy                                |
| 19 tháng 3 năm 2009  | Southampton            | Anh          | Southampton Guildhall                     |
| 20 tháng 3 năm 2009  | Brighton               | Anh          | Brighton Dome                             |
| 22 tháng 3 năm 2009  | Norwich                | Anh          | Đại học East Anglia                       |
| 23 tháng 3 năm 2009  | Birmingham             | Anh          | O2 Academy                                |
| 24 tháng 3 năm 2009  | Leeds                  | Anh          | O2 Academy                                |
| 26 tháng 3 năm 2009  | Luân Đôn               | Anh          | O2 Shepherds Bush Empire                  |
| 27 tháng 3 năm 2009  | Luân Đôn               | Anh          | O2 Shepherds Bush Empire                  |
| 28 tháng 3 năm 2009  | Luân Đôn               | Anh          | O2 Shepherds Bush Empire                  |
| Bắc Mỹ               |                        |              |                                           |
| 1 tháng 4 năm 2009   | San Diego              | Hoa Kỳ       | House of Blues                            |
| 2 tháng 4 năm 2009   | Los Angeles            | Hoa Kỳ       | Pellissier Building and Wiltern Theatre   |
| 4 tháng 4 năm 2009   | San Francisco          | Hoa Kỳ       | The Warfield                              |
| 6 tháng 4 năm 2009   | Seattle                | Hoa Kỳ       | The Showbox SODO                          |
| 8 tháng 4 năm 2009   | Salt Lake City         | Hoa Kỳ       | The Venue                                 |
| 9 tháng 4 năm 2009   | Denver                 | Hoa Kỳ       | Ogden Theater                             |
| 11 tháng 4 năm 2009  | Minneapolis            | Hoa Kỳ       | First Avenue                              |
| 12 tháng 4 năm 2009  | Chicago                | Hoa Kỳ       | Riviera Theatre                           |
| 13 tháng 4 năm 2009  | Detroit                | Hoa Kỳ       | St. Andrews Hall                          |
| 15 tháng 4 năm 2009  | Atlanta                | Hoa Kỳ       | Variety Playhouse                         |
| 17 tháng 4 năm 2009  | Washington, D.C.       | Hoa Kỳ       | 9:30 Club                                 |
| 18 tháng 4 năm 2009  | Philadelphia           | Hoa Kỳ       | The TLA                                   |
| 19 tháng 4 năm 2009  | Boston                 | Hoa Kỳ       | House of Blues                            |
| 20 tháng 4 năm 2009  | New York               | Hoa Kỳ       | Roseland Ballroom                         |
| 22 tháng 4 năm 2009  | Toronto                | Canada       | The Sound Academy                         |
| Châu Âu              |                        |              |                                           |
| 3 tháng 5 năm 2009   | Berlin                 | Đức          | Postbahnhof                               |
| 4 tháng 5 năm 2009   | Köln                   | Đức          | E-Werk                                    |
| 6 tháng 5 năm 2009   | Paris                  | Pháp         | La Cigale                                 |
| 7 tháng 5 năm 2009   | Amsterdam              | Hà Lan       | Melkweg                                   |
| 8 tháng 5 năm 2009   | Brussels               | Bỉ           | Ancienne Belgique                         |
| Châu Á               |                        |              |                                           |
| 4 tháng 6 năm 2009   | Osaka                  | Nhật Bản     | Big Cat                                   |
| 5 tháng 6 năm 2009   | Tokyo                  | Nhật Bản     | O-East Shibuya                            |
| Úc                   |                        |              |                                           |
| 8 tháng 6 năm 2009   | Brisbane               | Úc           | Tivoli                                    |
| 9 tháng 6 năm 2009   | Sydney                 | Úc           | Hordern Pavilion                          |
| 10 tháng 6 năm 2009  | Sydney                 | Úc           | Hordern Pavilion                          |
| 12 tháng 6 năm 2009  | Melbourne              | Úc           | The Forum                                 |
| 13 tháng 6 năm 2009  | Melbourne              | Úc           | The Forum                                 |
| Châu Âu              |                        |              |                                           |
| 19 tháng 6 năm 2009  | Tuttlingen             | Đức          | Southside Festival                        |
| 20 tháng 6 năm 2009  | Scheeßel               | Đức          | Hurricane Festival                        |
| 21 tháng 6 năm 2009  | Luxembourg             | Luxembourg   | Den Atelier                               |
| 24 tháng 6 năm 2009  | Zagreb                 | Croatia      | T-Mobile INmusic festival                 |
| 26 tháng 6 năm 2009  | Pilton                 | Anh          | Glastonbury Festival                      |
| 2 tháng 7 năm 2009   | Werchter               | Bỉ           | Rock Werchter                             |
| 3 tháng 7 năm 2009   | Arras                  | Pháp         | Main Square Festival                      |
| 4 tháng 7 năm 2009   | Roskilde               | Đan Mạch     | Roskilde Festival                         |
| 5 tháng 7 năm 2009   | Gdynia                 | Ba Lan       | Open'er Festival                          |
| 7 tháng 7 năm 2009   | Montreux               | Thụy Sĩ      | Montreux Jazz Festival                    |
| 9 tháng 7 năm 2009   | Novi Sad               | Serbia       | EXIT                                      |
| 10 tháng 7 năm 2009  | Punchestown Racecourse | Ireland      | Oxegen                                    |
| 11 tháng 7 năm 2009  | Luân Đôn               | Anh          | Somerset House                            |
| 12 tháng 7 năm 2009  | Balado                 | Scotland     | T in the Park                             |
| 18 tháng 7 năm 2009  | Benicasim              | Tây Ban Nha  | Festival Internacional de Benicàssim      |
| 8 tháng 8 năm 2009   | Monte Carlo            | Monaco       | Sporting Monte-Carlo                      |
| 9 tháng 8 năm 2009   | Zambujeira do Mar      | Bồ Đào Nha   | Festival Sudoeste                         |
| 12 tháng 8 năm 2009  | Budapest               | Hungary      | Sziget Festival                           |
| 14 tháng 8 năm 2009  | Oslo                   | Na Uy        | Øyafestivalen                             |
| 15 tháng 8 năm 2009  | Gothenburg             | Thụy Điển    | Way Out West Festival                     |
| 16 tháng 8 năm 2009  | Helsinki               | Phần Lan     | Flow Festival                             |
| 21 tháng 8 năm 2009  | Biddinghuizen          | Hà Lan       | A Campingflight to Lowlands Paradise      |
| 22 tháng 8 năm 2009  | Chelmsford             | Anh          | V Festival                                |
| 23 tháng 8 năm 2009  | Stafford               | Anh          | V Festival                                |
| 12 tháng 9 năm 2009  | Isle of Wight          | Anh          | Bestival                                  |
| Nam Mỹ               |                        |              |                                           |
| 16 tháng 9 năm 2009  | São Paulo              | Brasil       | Via Funchal                               |
| 17 tháng 9 năm 2009  | Rio de Janeiro         | Brasil       | HSBC Arena                                |
| 19 tháng 9 năm 2009  | Buenos Aires           | Argentina    | Luna Park                                 |
| Châu Âu              |                        |              |                                           |
| 22 tháng 10 năm 2009 | Paris                  | Pháp         | Zénith de Paris                           |
| 23 tháng 10 năm 2009 | Antwerp                | Bỉ           | Lotto Arena                               |
| 25 tháng 10 năm 2009 | Amsterdam              | Hà Lan       | Hội trường âm nhạc Heineken               |
| 28 tháng 10 năm 2009 | Milan                  | Ý            | Magazzini Generali                        |
| 30 tháng 10 năm 2009 | Praha                  | Cộng hòa Séc | SaSaZu                                    |
| 31 tháng 10 năm 2009 | Berlin                 | Đức          | Huxleys Neue Welt                         |
| 1 tháng 11 năm 2009  | Hamburg                | Đức          | Docks                                     |
| 16 tháng 11 năm 2009 | Sheffield              | Anh          | O2 Academy                                |
| 17 tháng 11 năm 2009 | Manchester             | Anh          | Manchester Apollo                         |
| 18 tháng 11 năm 2009 | Manchester             | Anh          | Manchester Apollo                         |
| 20 tháng 11 năm 2009 | Bournemouth            | Anh          | Bournemouth International Centre          |
| 21 tháng 11 năm 2009 | Plymouth               | Anh          | Plymouth Pavilions                        |
| 22 tháng 11 năm 2009 | Swindon                | Anh          | Oasis Leisure Centre                      |
| 24 tháng 11 năm 2009 | Birmingham             | Anh          | National Indoor Arena                     |
| 25 tháng 11 năm 2009 | Glasgow                | Scotland     | Scottish Exhibition and Conference Centre |
| 27 tháng 11 năm 2009 | Luân Đôn               | Anh          | Brixton Academy                           |
| 28 tháng 11 năm 2009 | Luân Đôn               | Anh          | Brixton Academy                           |
| 8 tháng 12 năm 2009  | Dublin                 | Ireland      | The O2                                    |
| 9 tháng 12 năm 2009  | Liverpool              | Anh          | Echo Arena                                |
| 10 tháng 12 năm 2009 | Nottingham             | Anh          | Trent FM Arena                            |
| 11 tháng 12 năm 2009 | Cardiff                | Wales        | Cardiff International Arena               |
| 13 tháng 12 năm 2009 | Brighton               | Anh          | Brighton Centre                           |
| 15 tháng 12 năm 2009 | Luân Đôn               | Anh          | Brixton Academy                           |
| 17 tháng 12 năm 2009 | Luân Đôn               | Anh          | Brixton Academy                           |
| New Zealand          |                        |              |                                           |
| 15 tháng 1 năm 2010  | Auckland               | New Zealand  | Big Day Out                               |
| Úc                   |                        |              |                                           |
| 17 tháng 1 năm 2010  | Gold Coast             | Úc           | Big Day Out                               |
| 19 tháng 1 năm 2010  | Brisbane               | Úc           | Brisbane River Stage                      |
| 21 tháng 1 năm 2010  | Sydney                 | Úc           | Hordern Pavilion                          |
| 22 tháng 1 năm 2010  | Sydney                 | Úc           | Big Day Out                               |
| 23 tháng 1 năm 2010  | Sydney                 | Úc           | Big Day Out                               |
| 26 tháng 1 năm 2010  | Melbourne              | Úc           | Big Day Out                               |
| 28 tháng 1 năm 2010  | Melbourne              | Úc           | Festival Hall                             |
| 29 tháng 1 năm 2010  | Adelaide               | Úc           | Big Day Out                               |
| 31 tháng 1 năm 2010  | Perth                  | Úc           | Big Day Out                               |
| Châu Âu              |                        |              |                                           |
| 5 tháng 3 năm 2010   | Manchester             | Anh          | Manchester Evening News Arena             |
| 7 tháng 3 năm 2010   | Luân Đôn               | Anh          | The O2 Arena                              |
| 2 tháng 7 năm 2010   | Borlänge               | Sweden       | Peace & Love Festival                     |
| 4 tháng 7 năm 2010   | Luân Đôn               | Anh          | Công viên Hyde                            |
| 18 tháng 7 năm 2010  | Benicassim             | Tây Ban Nha  | Benicassim Festival                       |
| 8 tháng 8 năm 2010   | Herefordshire          | Anh          | The Big Chill Festival                    |
| 10 tháng 9 năm 2010  | Luân Đôn               | Anh          | Sân vận động Wembley                      |